# Монбазияк
Монбазияк (фр. Monbazillac) — коммуна на юго-западе Франции в департаменте Дордонь (регион Аквитания).
По имени этого поселения названо белое креплёное вино Monbazillac, производимое местными винодельческими хозяйствами.

## География
Коммуна расположена на территории края Пурпурный Перигор и принадлежит к муниципальному району Бержерака, находясь в 10 километрах южнее самого Бержерака. Монбазияк расположен на склоне, господствующим над долиной главной водной артерии департамента, рекой Дордонь.
Небольшая коммуна поначалу была известна своим замком XVI века, но впоследствии стала знаменита своим белым креплёным вином, удостоенным национального сертификата AOC.

## Достопримечательности
- Замок Монбазияк, конец XV века, классифицирован в 1941 году как национальный исторический памятник[1], посещение возможно.
- Усадьба Фонвьей (фр. Manoir de Fonvieille), жилище XVI века, в 1948 году записано в дополнительный список исторических памятников Франции[2].